# Jeremy Colliton
Jeremy Colliton (* 13. Januar 1985 in Blackie, Alberta) ist ein ehemaliger kanadischer Eishockeyspieler und derzeitiger -trainer. Der Center absolvierte 57 Spiele für die New York Islanders in der National Hockey League, verbrachte jedoch den Großteil seiner aktiven Karriere, die er frühzeitig beendete, in Minor Leagues. Seit Juli 2024 ist er als Assistenztrainer der New Jersey Devils in der National Hockey League (NHL) tätig, nachdem er dort bereits die Chicago Blackhawks als Cheftrainer betreut hatte.

## Karriere

### Spielerkarriere
Jeremy Colliton begann seine Karriere als Eishockeyspieler bei den Crowsnest Pass Timberwolves, für die er in der Saison 2000/01 in der Alberta Junior Hockey League aktiv war. Anschließend spielte er vier Jahre lang für die Prince Albert Raiders in der kanadischen Top-Juniorenliga Western Hockey League. In diesem Zeitraum wurde er im NHL Entry Draft 2003 in der zweiten Runde als insgesamt 58. Spieler von den New York Islanders ausgewählt. Von 2005 bis 2009 kam der Center regelmäßig für die New York Islanders in der National Hockey League zum Einsatz, spielte jedoch überwiegend für deren Farmteam Bridgeport Sound Tigers in der American Hockey League (AHL). Die Saison 2009/10 verbrachte er beim Rögle BK aus der schwedischen Elitserien. Mit der Mannschaft stieg er am Saisonende in die zweitklassige Allsvenskan ab, woraufhin er zur Saison 2010/11 zu den New York Islanders zurückkehrte. Bis zum Saisonende 2011/12 spielte er erneut überwiegend für deren AHL-Farmteam in Bridgeport. Anschließend lief Colliton nur kurzzeitig für die Bentley Generals in einer Amateurliga sowie für den Mora IK in der Allsvenskan auf, ehe er seine aktive Karriere für beendet erklärte. Insgesamt hatte er 57 NHL-Spiele für die Islanders absolviert.

#### International
Für Kanada nahm Colliton an der U18-Junioren-Weltmeisterschaft 2003 sowie den U20-Junioren-Weltmeisterschaften 2004 und 2005 teil. Mit seiner Mannschaft gewann er bei der U18-WM 2003 und der U20-WM 2005 jeweils die Gold-, bei der U20-WM 2004 die Silbermedaille.

### Trainerkarriere
Erste Erfahrungen als Cheftrainer sammelte Colliton beim Mora IK, bei dem er nach dem Ende seiner aktiven Karriere prompt als Headcoach eingestellt wurde. Das Team betreute er in der Folge bis zum Ende der Saison 2016/17, bevor er nach Nordamerika zurückkehrte und als Cheftrainer bei den Rockford IceHogs in der AHL übernahm. Im November 2018 trat er schließlich überraschend die Nachfolge von Joel Quenneville bei den Chicago Blackhawks an, dem NHL-Kooperationspartner der IceHogs. Colliton wurde damit zum jüngsten amtierenden Cheftrainer der 31 NHL-Teams.
Nach nur einem Sieg aus zwölf Partien zu Beginn der Saison 2021/22 wurde Colliton Anfang November 2021 entlassen und interimsweise durch Derek King ersetzt. In seinen drei Jahren in Chicago führte er das Team nur einmal (2020) in die Playoffs, wobei er eine Runde gewann. Zur Saison 2022/23 wurde Colliton dann als neuer Cheftrainer der Abbotsford Canucks aus der AHL vorgestellt. Diese Position hatte er zwei Jahre inne, ehe er im Juli 2024 als Assistenztrainer der New Jersey Devils in die NHL zurückkehrte.

## Erfolge und Auszeichnungen
- 2001 AJHL South Second All-Star Team
- 2003 Goldmedaille bei der U18-Junioren-Weltmeisterschaft
- 2004 Silbermedaille bei der U20-Junioren-Weltmeisterschaft
- 2005 Goldmedaille bei der U20-Junioren-Weltmeisterschaft